# Joshua Bassett
Joshua Taylor Bassett (Oceanside, 22 de dezembro de 2000) é um ator, cantor e compositor norte-americano, que ganhou conhecimento por interpretar o personagem Ricky Bowen, um dos protagonistas em High School Musical: The Musical: The Series, do Disney+.

## Biografia
Bassett nasceu e foi criado em Oceanside, Califórnia, filho dos pais Taylor e Laura, e tem cinco irmãs. Ele foi educado em casa.
Sua primeira introdução ao teatro musical foi aos 8 anos, mais de uma década antes de estrelar como Ricky em High School Musical: The Musical: The Series, quando ele estava em uma produção de teatro comunitário de High School Musical como JV Jock No. 2. Desde então, ele estrelou em mais de 30 produções musicais.

## Carreira
O primeiro papel substancial de Bassett foi em 2018, quando interpretou o papel recorrente de Aidan Peters na série de televisão do Disney Channel Stuck in the Middle.
Bassett foi escalado para seu primeiro papel principal aos 17 anos, como Ricky Bowen, o ator principal, em High School Musical: The Musical: The Series, trabalho que o fez ganhar reconhecimento. De acordo com a Playbill, Bassett co-escreveu "Just a Moment" com a co-estrela Olivia Rodrigo para a trilha sonora da série.
No início de 2020, Bassett assinou com a empresa de talentos e entretenimento United Talent Agency, bem como um contrato de gravação com a Warner Records. Ele lançou seu primeiro single, "Common Sense", nas plataformas musicais em 3 de abril de 2020. Seu segundo single, "Anyone Else", foi lançado em 16 de julho de 2020. Bassett lançou seu primeiro EP auto-intitulado em 12 de março de 2021, com o primeiro single, "Lie Lie Lie", sendo lançado em 14 de janeiro de 2021.

## Vida pessoal
Bassett toca piano, guitarra, ukulele e bateria.
Em janeiro de 2021, Bassett ficou gravemente doente e foi hospitalizado com choque séptico e insuficiência cardíaca: "[Os médicos] me disseram que eu tinha 30% de chance de sobrevivência. Disseram-me que se eu não tivesse internado no hospital em 12 horas, eu teria sido encontrado [morto] no meu apartamento".
Em 10 de maio de 2021, Bassett se assumiu parte da comunidade LGBTQ+ durante uma entrevista.
Em dezembro de 2021, Bassett revelou que sofreu abuso sexual quando criança e adolescente.
Em 2023, tornou-se cristão e foi batizado na igreja evangélica Bethel Church em Redding, Califórnia.

## Discografia

### Extended plays
| Título                    | Detalhes |
| ------------------------- | --- |
| Joshua Bassett            | - Lançamento: 12 de março de 2021 - Gravadora: Warner Records - Formato(s): download digital e streaming    |
| Crisis/Secret/Set Me Free | - Lançamento: 3 de dezembro de 2021 - Gravadora: Warner Records - Formato(s): download digital e streaming  |
| Sad Songs In A Hotel Room | - Lançamento: 23 de setembro de 2022 - Gravadora: Warner Records - Formato(s): download digital e streaming |
| The Golden Years          | - Lançamento: 26 de julho de 2024 - Gravadora: Warner Records - Formato(s): download digital e streaming    |

### Singles
| Título                          | Ano  | Álbum                          |
| ------------------------------- | ---- | ------------------------------ |
| "Common Sense"                  | 2020 | Singles sem álbum              |
| "Anyone Else"                   | 2020 | Singles sem álbum              |
| "Lie Lie Lie"                   | 2021 | Joshua Bassett (EP)            |
| "Only a Matter of Time"         | 2021 | Joshua Bassett (EP)            |
| "Telling Myself"                | 2021 | Joshua Bassett (EP)            |
| "Feel Something"                | 2021 | Single sem álbum               |
| "Crisis"                        | 2021 | Crisis/Secret/Set me free (EP) |
| "Secret"                        | 2021 | Crisis/Secret/Set me free (EP) |
| "Set Me Free"                   | 2021 | Crisis/Secret/Set me free (EP) |
| "Doppelgänger"                  | 2022 | Single sem álbum               |
| "Smoke Slow"                    | 2022 | Sad Songs In A Hotel Room (EP) |
| "Lifeline"                      | 2022 | Sad Songs In A Hotel Room (EP) |
| "Sad Songs In A Hotel Room"     | 2022 | Sad Songs In A Hotel Room (EP) |
| "Just Love"                     | 2023 | Single sem álbum               |
| "The Golden Years"              | 2024 | The Golden Years               |
| "Dancing With Tears In My Eyes" | 2024 | The Golden Years               |

### Singlespromocionais
| Título                                           | Ano  | Álbum                                                   |
| ------------------------------------------------ | ---- | ------------------------------------------------------- |
| "I Think I Kinda, You Know" (com Olivia Rodrigo) | 2019 | High School Musical: The Musical: The Series            |
| "Just for a Moment" (com Olivia Rodrigo)         | 2020 | High School Musical: The Musical: The Series            |
| "Even When/The Best Part" (com Olivia Rodrigo)   | 2021 | High School Musical: The Musical: The Series (Season 2) |
| "The Perfect Gift"                               | 2021 | High School Musical: The Musical: The Series (Season 2) |
| "Let You Go"                                     | 2021 | High School Musical: The Musical: The Series (Season 2) |
| "Second Chance" (com o elenco)                   | 2021 | High School Musical: The Musical: The Series (Season 2) |
| "Something in the Air" (com o elenco)            | 2021 | High School Musical: The Musical: The Series (Season 2) |
| "Finally Free"                                   | 2022 | High School Musical: The Musical: The Series (Season 3) |
| "Maybe This Time" (com Sofia Wylie)              | 2023 | High School Musical: The Musical: The Series (Season 4) |
| "Speak Out" (com Matt Cornett)                   | 2023 | High School Musical: The Musical: The Series (Season 4) |
| "Puppy Love"                                     | 2023 | High School Musical: The Musical: The Series (Season 4) |
| "Love You Forever"                               | 2023 | High School Musical: The Musical: The Series (Season 4) |
| "Born to Be Brave" (com o elenco)                | 2023 | High School Musical: The Musical: The Series (Season 4) |

## Filmografia

### Televisão
| Ano       | Título                                       | Papel              | Notas                                                   |
| --------- | -------------------------------------------- | ------------------ | ------------------------------------------------------- |
| 2017      | Lethal Weapon                                | Will               | Episódio: "Flight Risk"                                 |
| 2018      | Game Shakers                                 | Brock              | Episódio: "Babe & The Boys"                             |
| 2018      | Dirty John                                   | John (adolescente) | Episódio: "Lord High Executioner"                       |
| 2018      | Stuck in the Middle                          | Aidan Peters       | Papel recorrente (9 episódios)                          |
| 2019      | Grey's Anatomy                               | Linus              | Episódios: "Girlfriend in a Coma" e "I Want a New Drug" |
| 2019–2023 | High School Musical: The Musical: The Series | Ricky Bowen        | Papel principal                                         |
| 2020      | Nickelodeon's Unfiltered                     | Ele mesmo          | Episódio: "It's Raining Penguins!"                      |

### Filmes
| Ano  | Título                                        | Papel            | Notas           |
| ---- | --------------------------------------------- | ---------------- | --------------- |
| 2022 | Better Nate Than Ever                         | Anthony Foster   |                 |
| 2022 | A Night at the Museum - Kahmunrah rises again | Nick Daley (voz) | Papel Principal |

## Prêmios
| Prêmios e indicações | Prêmios e indicações            | Prêmios e indicações                                 | Prêmios e indicações                         | Prêmios e indicações |
| Ano                  | Prêmio                          | Categoria                                            | Trabalho                                     | Resultado            |
| -------------------- | ------------------------------- | ---------------------------------------------------- | -------------------------------------------- | -------------------- |
| 2020                 | Kids Choice Awards              | Ator de TV masculino favorito                        | High School Musical: The Musical: The Series | Nomeado              |
| 2022                 | Kids Choice Awards              | Ator de TV masculino favorito                        | High School Musical: The Musical: The Series | Vencedor             |
| 2023                 | Kids Choice Awards              | Ator de TV masculino favorito                        | High School Musical: The Musical: The Series | Vencedor             |
| 2023                 | Children’s & Family Emmy Awards | Original Song for a Children's or Young Teen Program | High School Musical: The Musical: The Series | Vencedor             |
| 2024                 | Kids Choice Awards              | Ator de TV masculino favorito                        | High School Musical: The Musical: The Series | Nomeado              |
| 2025                 | Children’s & Family Emmy Awards | Original Song for a Children's or Young Teen Program | High School Musical: The Musical: The Series | Nomeado              |